# Medeniýet Şahberdiýewa
Medeniýet "Maýa" Şahberdiýewa, rus: Медениет (Майя) Шахбердыева, (Atamurat, 23 de febrer de 1930 - Aşgabat, 3 de gener de 2018) va ser una soprano turcmana de l'època soviètica.

## Joventut
Şahberdiýewa va néixer a Atamurat (província de Lebap, Turkmenistan), antigament coneguda com a Kerki. En la seva joventut va aprendre a jugar al gyjak. El 1956 es va graduar al Conservatori de Moscou com a soprano de coloratura. A partir de 1962, va rebre més lliçons vocals a Kíev.

## Carrera
Va ser solista destacada a l'escalafó del Teatre de l'Òpera i Ballet Turcman des de 1956.
Entre els papers del seu repertori van incloure Snegúrotxka (donzella de neu) a La donzella de neu de Nikolai Rimski-Kórsakov; Marfa a La núvia del tsar, també de Rimsky-Korsakov; Rosina a El barber de Sevilla de Gioacchino Rossini; Violetta a La traviata de Giuseppe Verdi; el paper principal a Lakmé de Léo Delibes; Aylar a El final de la conca fluvial sagnant de Weli Muhatow; Aknabat a Nit d'alarma d'Aman Agadzhikov; i Shasenem a Shasenem i Gharib d'Adrian Xàpoixnikov. També va actuar en concerts. Durant la seva carrera, Şahberdiýewa va viatjar a l'estranger i també va actuar nacionalment.
També va ser nomenada diputada a la sisena i setena convocacions del Soviet Suprem de la SSR turcmana. Es va convertir en professora de música a l'Institut d'Arts d'Aşgabat el 1975, el mateix any en què va ser nomenada Artista del Poble de l'URSS; també va ser honorada com a Artista Popular de l'RSS de Turkmenistan per la seva tasca. Şahberdiýewa ha continuat rebent reconeixement del govern de Turkmenistan des que va obtenir la seva independència de la Unió Soviètica.
El 2008 es va presentar a Aşgabat un documental sobre ella.

## Honors

### Honors soviètics
Orde de la Bandera Roja del Treball

 Orde de la Insígnia d'Honor

### Honors turcmans
Ordre del Segle, 3r grau